# Прапор Деражнянського району
Прапор Деражнянського району — офіційний символ Деражнянського району Хмельницької області, затверджений рішенням сесії районної ради 22 грудня 2005.
Автор проекту — В. Ільїнський.

## Опис
Прапором є прямокутне полотнище 1:2, пурпурового кольору із горизонтальними смугами кольору елементів на щиті (жовтий, білий). В центрі полотнища — зображення малого герба району розміром 2:3 ширини прапора.